# تشارلي هنتر
تشارلي هنتر (بالإنجليزية: Charlie Hunter)‏ هو عازف جاز وعازف قيثارة وملحن أمريكي، ولد في 23 مايو 1967 في رود آيلاند في الولايات المتحدة.

## وصلات خارجية
- الموقع الرسمي
- تشارلي هنتر على موقع IMDb (الإنجليزية)
- تشارلي هنتر على موقع ميوزك برينز (الإنجليزية)
- تشارلي هنتر على موقع إن إن دي بي (الإنجليزية)
- تشارلي هنتر على موقع ديسكوغز (الإنجليزية)
- تشارلي هنتر على موقع ديسكوغز (الإنجليزية)